# Corps Frisia Göttingen
Das Corps Frisia Göttingen (seit 2005 offiziell: „Frisia – Corps der Friesen und Lüneburger“) ist ein pflichtschlagendes, farbentragendes Corps im Weinheimer Senioren-Convent (WSC) an der Georg-August-Universität Göttingen. Die Studentenverbindung wurde 1811 als Zusammenschluss ostfriesischer Studenten in Göttingen gegründet, ihre Ursprünge reichen jedoch bis ins Jahr 1807. Damit gehört die Frisia zu den ältesten Verbindungen Deutschlands. Die Mitglieder werden Göttinger Friesen genannt.

## Geschichte

### Die Anfänge der Frisia
Im 18. Jahrhundert spielte die 1737 gegründete Georg-August-Universität keine besondere Rolle für den friesischen Raum. Dies änderte sich im Jahre 1806, als Napoleon nach seinem Sieg in der Schlacht bei Jena und Auerstedt in Halle einmarschierte und angesichts der offen zur Schau gestellten anti-französischen Haltung der dortigen Studenten die Schließung der Hallenser Universität verfügte und alle auswärtigen Studenten aus der Stadt ausweisen ließ. Ein Eintrag in das Gästebuch der an der Werra gelegenen Burg Hanstein belegt schon für das folgende Jahr einen vermehrten Zuzug ostfriesischer Studenten nach Göttingen und ein sich verstärkendes Gefühl der Zusammengehörigkeit. Sie trugen sich am 21. Juni 1807 unter ihrem Wahlspruch „Vivat Ostfrisia!“ ein, welcher bis heute gilt.

1811 schlossen sich die in Göttingen studierenden Ostfriesen schließlich zur Corpslandsmannschaft Frisia zusammen, konnten jedoch mangels Mitgliedern zunächst nicht alleine existieren und verbanden sich 1812 mit Studenten aus Bremen. Als die Georg-August-Universität nach der preußischen Abtretung Ostfrieslands an Hannover im Jahre 1815 Landesuniversität wurde und immer mehr Ostfriesen zum Studium nach Göttingen kamen, gelang 1817 ein Neuanfang als eigenständiges Corps Frisia.

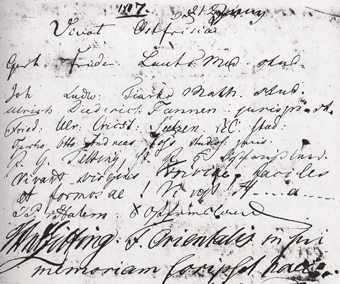
Eintrag in das Gästebuch der Burg Hanstein: „Vivat Ostfrisia!“ (1807)
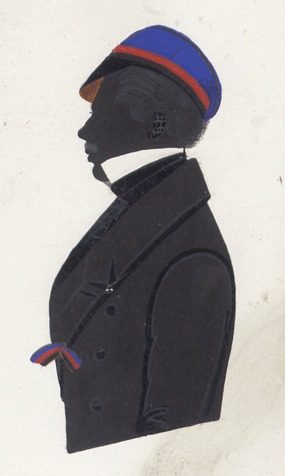
Älteste bekannte Abbildung eines „Göttinger Friesen“ (1817)

### Bestand in unterschiedlichen Formen

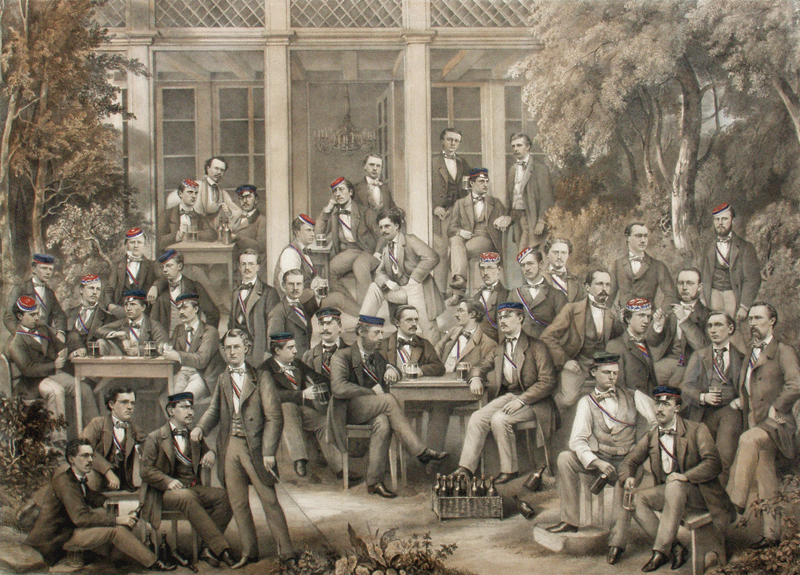
Gruppenbild des Corps Friso-Luneburgia in den 1850ern

Bis zur Mitte der 1830er Jahre wechselte sie infolge behördlicher Verfolgung mehrmals die Bezeichnungen Landsmannschaft, Corps, Kneipe (ab 1833) oder auch Clubb. Als die studentische Jugend in Göttingen ab etwa 1835 von der als „Progreß“ bezeichneten Fortschrittsbewegung ergriffen wurde, begann sich die Frisia unter dem Eindruck dieser bürgerlich-liberalen Zeitströmung von den Corps abzuwenden. Die nächsten zwanzig Jahre, in denen die Frisia in unterschiedlichen Formen weiterexistierte, waren vor allem von der Diskussion um die eigenen Prinzipien bestimmt.

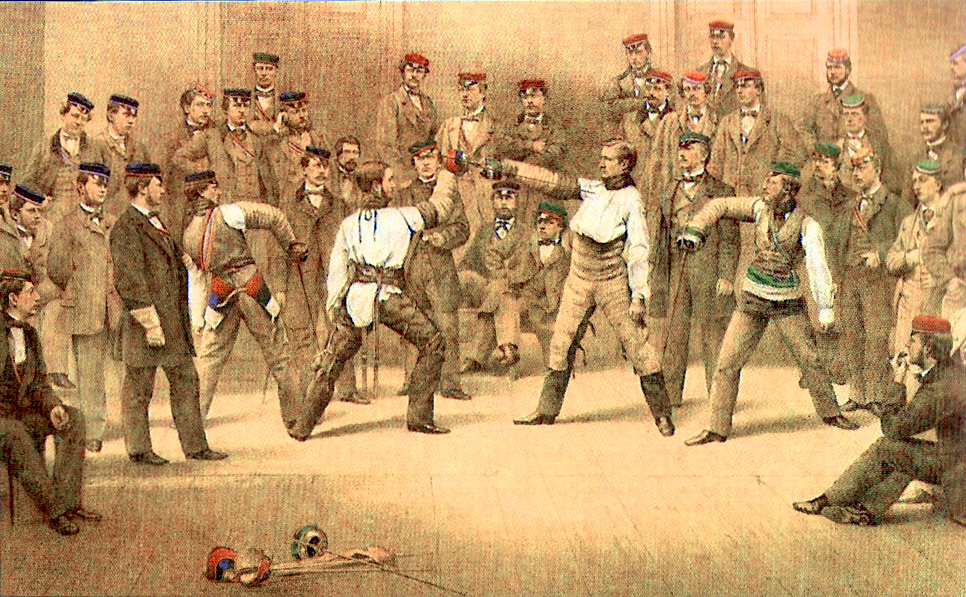
Kolorierte Lithographie einer Mensur in Göttingen im Jahr 1862 zwischen Fritz Bacmeister (rechts), gegen Wilhelm Heinroth, Mitglied des Corps Friso-Luneburgia Göttingen

Dieser interne Richtungskampf eskalierte 1854 im sogenannten „Corpskrach“, in dessen Folge die Frisia sich spaltete. Die Corpsgegner setzten sich durch, schafften das Tragen von Mützen und Bändern ab und existierten als Schwarze Verbindung weiter. Dieser Zustand dauerte bis in das erste Jahrzehnt des 20. Jahrhunderts an. Frisia war 1881 Gründungsmitglied des Gothaer Ersten-Conventes, aus dem sie jedoch schon 1884 austrat. Zwischen 1881 und 1897 bestand zudem ein Kartell mit der Derendingia Tübingen. Am 18. Juni 1885 ging die Frisia mit der Verbindung Leonensia zu Heidelberg ein Kartellverhältnis zur Förderung der beiderseitigen Freundschaft ein. Nachdem sich bereits 1875 und 1881 gezeigt hatte, dass ein bedeutender Teil der Mitglieder zum Farbentragen zurückkehren wollte, wurden 1909 die traditionellen Farben des friesischen Wappens blau-rot-schwarz wiedereingeführt. Im gleichen Jahr kündigte die schwarze Verbindung Leonensia das Kartellverhältnis zur Frisia auf.

#### Burschenschaft Frisia Göttingen

Die Frisia als Mitglied der Deutschen Burschenschaft (1915)

Frisia suchte den Anschluss an einen der großen Korporationsverbände. Den Entschluss, Burschenschaft zu werden, hatte unter anderem beeinflusst, das viele Alte Herren, die auch das Band der ehemaligen Kartellverbindung Derendingia Tübingen trugen, bereits Burschenschafter waren. Derendingia hatte sich bereits 1897 zur Burschenschaft erklärt. Am 18. Mai 1913 wurde die Frisia in die Deutsche Burschenschaft aufgenommen. Frisia machte ihren Mitgliedern satzungsmäßig die Bedingung, dass sie der „arischen Rasse“ angehörten.
Seit dem Burschentag des Jahres 1919 gehörte die Burschenschaft Frisia dem neugegründeten Kartell „Schwarzer Verband“ (SV) innerhalb der DB an. Neben Frisia bestand der SV aus den Burschenschaften Saxo-Silesia Freiburg, Frankonia Gießen, Germania Marburg, Rheno-Guestfalia Darmstadt und Teutonia Aachen. Am 29. November 1930 wurde der Schwarze Verband in Darmstadt wegen Streitigkeiten darüber, ob die Deutsche Burschenschaft zu politischen Fragen Stellung nehmen dürfe, aufgelöst.

Während der NS-Zeit musste sich auch die Aktivitas der Burschenschaft Frisia im Zuge des Kampfes des NSD-Studentenbundes gegen die alten Korporationen am 1. Februar 1936 auflösen. Die Aktiven wurden in die Altherrenschaft übernommen. Es entstand die Kameradschaft „Friesland“, deren Mitglieder den Bund am 6. April 1945 auflösten, um wenige Tage später die Burschenschaft Frisia zu erneuern. Nach Anzeige bei der US-Militärregierung und den Rektorat wurde von der sonst üblichen Beschlagnahme des Verbindungshauses abgesehen. Frisia gehörte 1945 zu den Gründern des Intercorporativen Convents in Göttingen. Nach der Übernahme der Verwaltung durch die britischen Streitkräfte löste sich Frisia im Oktober 1945 auf und bildete nach der Verweigerung der Zulassung durch den britischen Universitäts-Kontrolloffizier eine „Studentische Wohn- und Tischgemeinschaft“, die im September 1946 die vorläufige Genehmigung erhielt. Mit dem Wegfall der Aufsicht durch den Kontrolloffizier (1950) konnte der Bund auch wieder offiziell als Burschenschaft Frisia firmieren. Ende 1951 unterstützte die Frisia die Burschenschaft Saxo-Silesia Freiburg bei der Reaktivierung.

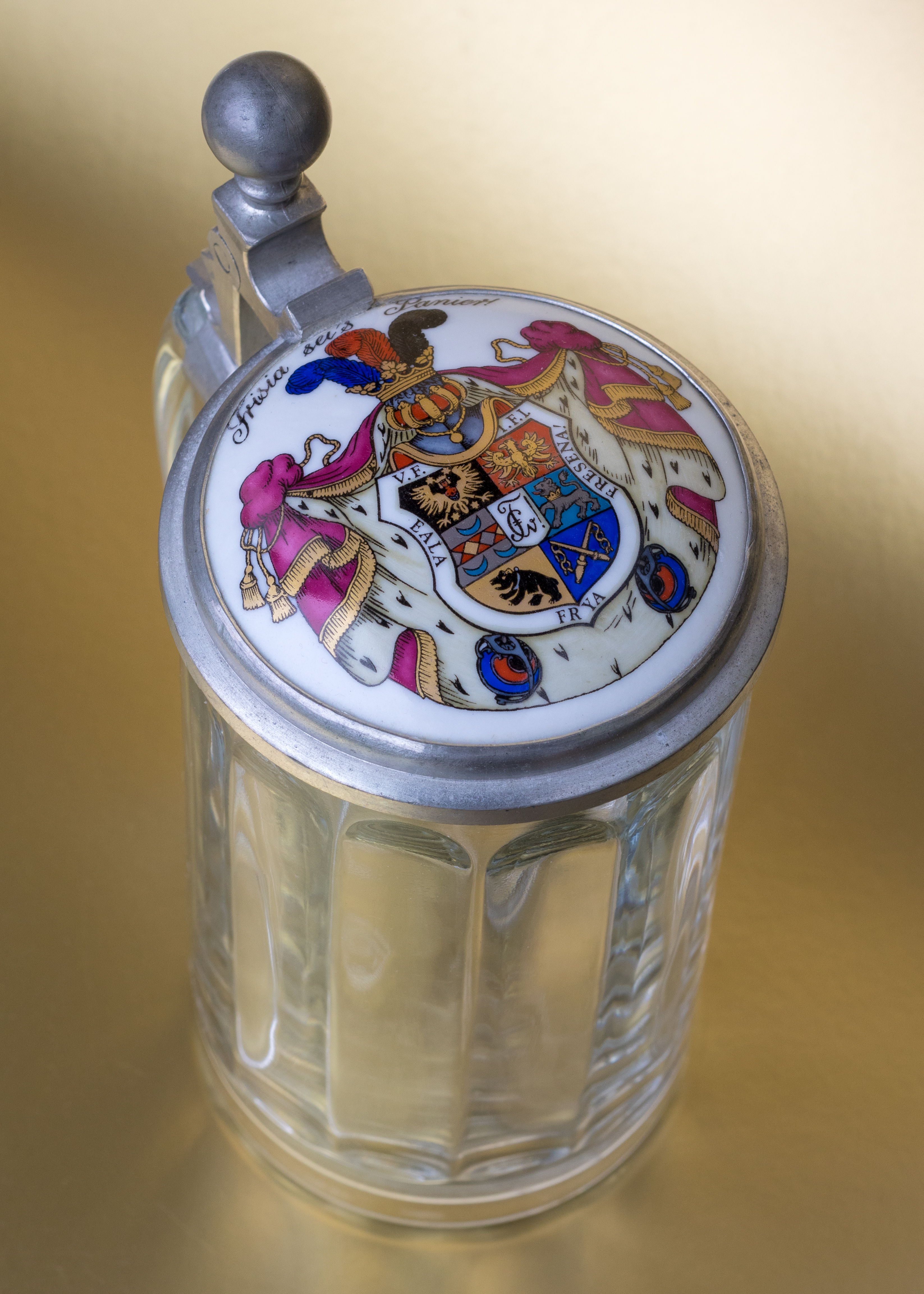
Deckelschoppen Corps Frisia Göttingen. Einer von zwei jemals angefertigten Krügen, die einen Hermelinmantel um das Wappen zeigen. Der Krug wurde anlässlich der Wiederaufnahme der Tradition Frisias als Corps hergestellt. Manufaktur Hans Otto Arnold, Göttingen (2002)

Seit 1952 gehörte die Burschenschaft Frisia abermals zusammen mit den Burschenschaften Saxo-Silesia Freiburg, Frankonia Gießen und Krusenrotter Kiel dem wiedergegründeten „Schwarzen Verband“ innerhalb der Deutschen Burschenschaft an. Nachdem er in den 1960er Jahren ausgelaufen war, wurde der SV 1990 als enges Freundschaftsverhältnis wiederbelebt. 1996 verließ Frankonia Gießen die Deutsche Burschenschaft und damit auch den SV.

#### Corps Frisia Göttingen
Großes Aufsehen in der deutschen Verbindungslandschaft erregte die Frisia, als ihre Mitglieder – nachdem bereits seit Jahrzehnten immer deutlichere Differenzen zum Verband sichtbar geworden waren – im April 2003 nahezu einstimmig beschlossen, aus der Deutschen Burschenschaft auszutreten und nach rund 90 Jahren als Burschenschaft wieder den alten Namen Corps Frisia anzunehmen. 2001 war ein Austritt aus der DB noch am Votum der Aktivitas gescheitert. Seit dem 21. Mai 2004 gehört das Corps Frisia dem Weinheimer Senioren-Convent und innerhalb dieses dem Senioren-Convent zu Hannover an.

#### Wiedervereinigung mit Friso-Luneburgia

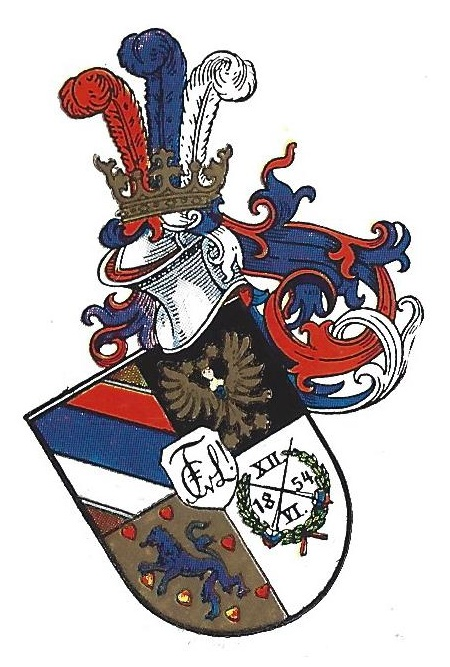
Friso-Luneburgia (1920)

Im Zuge des sogenannten „Corpskrachs“ des Jahres 1854 hatte sich ein Teil der Mitglieder abgespalten und ein eigenes Corps unter dem Namen „Friso-Luneburgia“ gegründet. Nach der Gründung der Friso-Luneburgia im Jahre 1854 führte die Einverleibung des Königreiches Hannover durch Preußen im Jahre 1866 zu einer stärkeren Hinwendung der norddeutschen Studenten zu anderen Universitäten, da Göttingen fortan nicht mehr hannoversche Landesuniversität war. Der daraus resultierende Nachwuchsmangel zwang das Corps Friso-Luneburgia im Jahre 1868 zu Auflösung und auch in den Folgejahren gelang es nicht, das Corps in Göttingen wiederzubegründen. Deshalb verlagerte sich das Corps 1920 an die Universität Köln, wo es bis in die 1960er Jahre erfolgreich weiterbestand. Die gesellschaftlichen Umwälzungen im Zuge der 68er-Bewegung führten jedoch zu einem Nachwuchsmangel, so dass der Aktivenbetrieb 1971 eingestellt werden musste. Anfang 2003 kam es zu einem Kontakt zwischen den Alten Herren der Kölner und den Aktiven der Göttinger Friesen. Nach einer kurzen Annäherungsphase beschloss das Göttinger Corps Frisia am 12. Februar 2005 einstimmig, sich mit dem Kölner Corps Friso-Luneburgia wiederzuvereinigen und den offiziellen Namen „Frisia – Corps der Friesen und Lüneburger“ zu tragen. Eine solche Wiedervereinigung nach über 150 Jahren der Trennung ist in der Geschichte der deutschen Studentenverbindungen bislang einmalig.

#### Seit 2005
2011 feierte das – nun wieder wiedervereinte Corps – sein 200. Stiftungsfest.

## Ernst Seitz gründet die erste allgemeine Studentenvertretung
Um die öffentliche Vertretung der Studentenschaft nicht allein den farbentragenden Verbindungsstudenten zu überlassen, gründete sich im Sommersemester 1859 die sogenannte „Wildenschaft“ als Vereinigung aller Nichtverbindungsangehöriger an der Göttinger Georg-August-Universität. Zum Vorsitzenden des sogenannten „Wilden-Komitees“ wurde der Friese Ernst Seitz, genannt „Bürger Seitz“, gewählt. Damit stand die Frisia an der Spitze der studentischen Fortschrittsbewegung jener neuen Ära. Zur Verwirklichung einer einheitlichen Organisation aller Studenten wurde im Juli 1863 und wiederum unter Führung von Ernst Seitz ein „Allgemeiner Ausschuß der Studentenschaft“ – ein Vorläufer des heutigen AStA – gegründet.

## Corpshaus

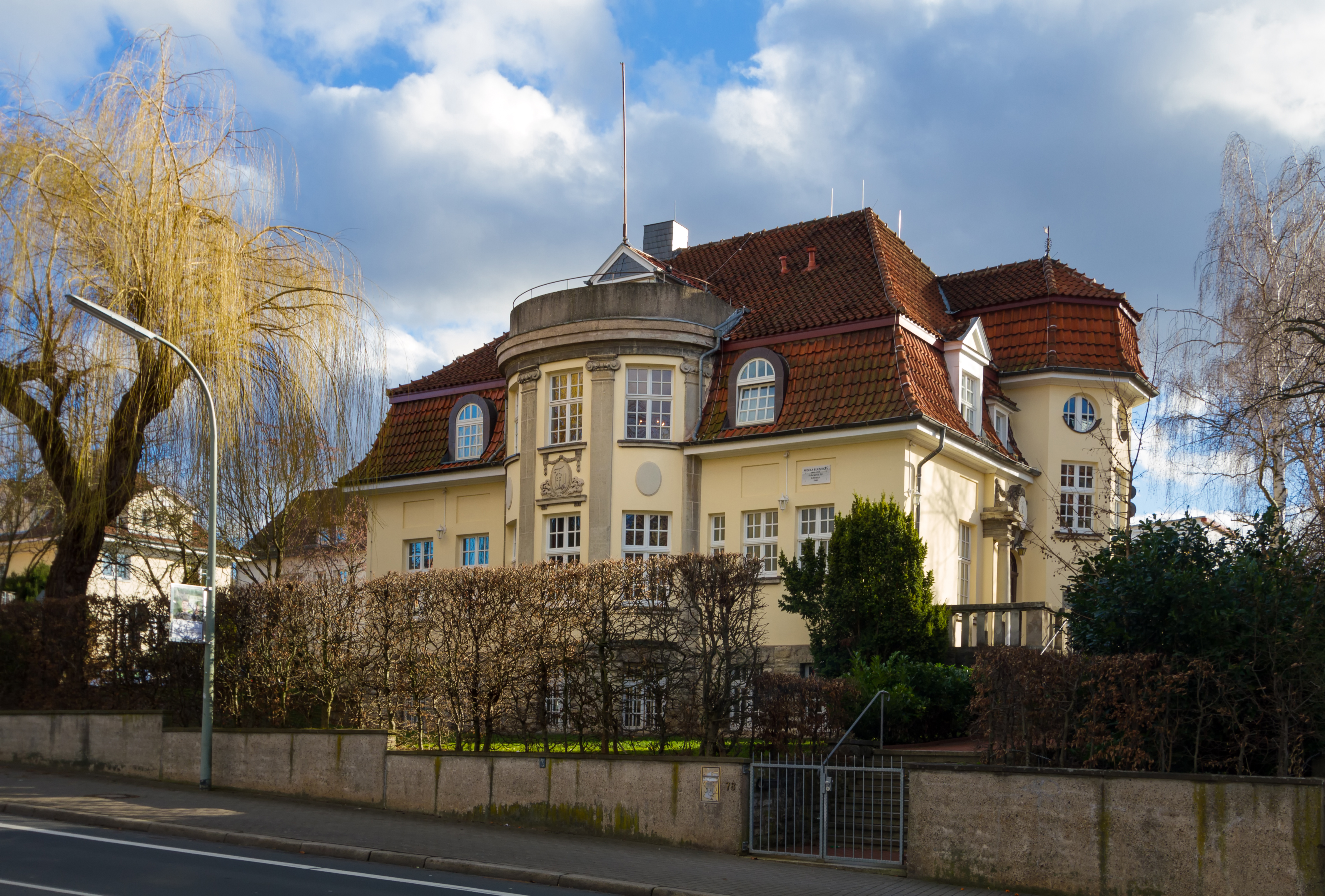
Corpshaus der Frisia Göttingen

Das Corpshaus des Corps Frisia befindet sich am Nikolausberger Weg 78.

## Bekannte Mitglieder

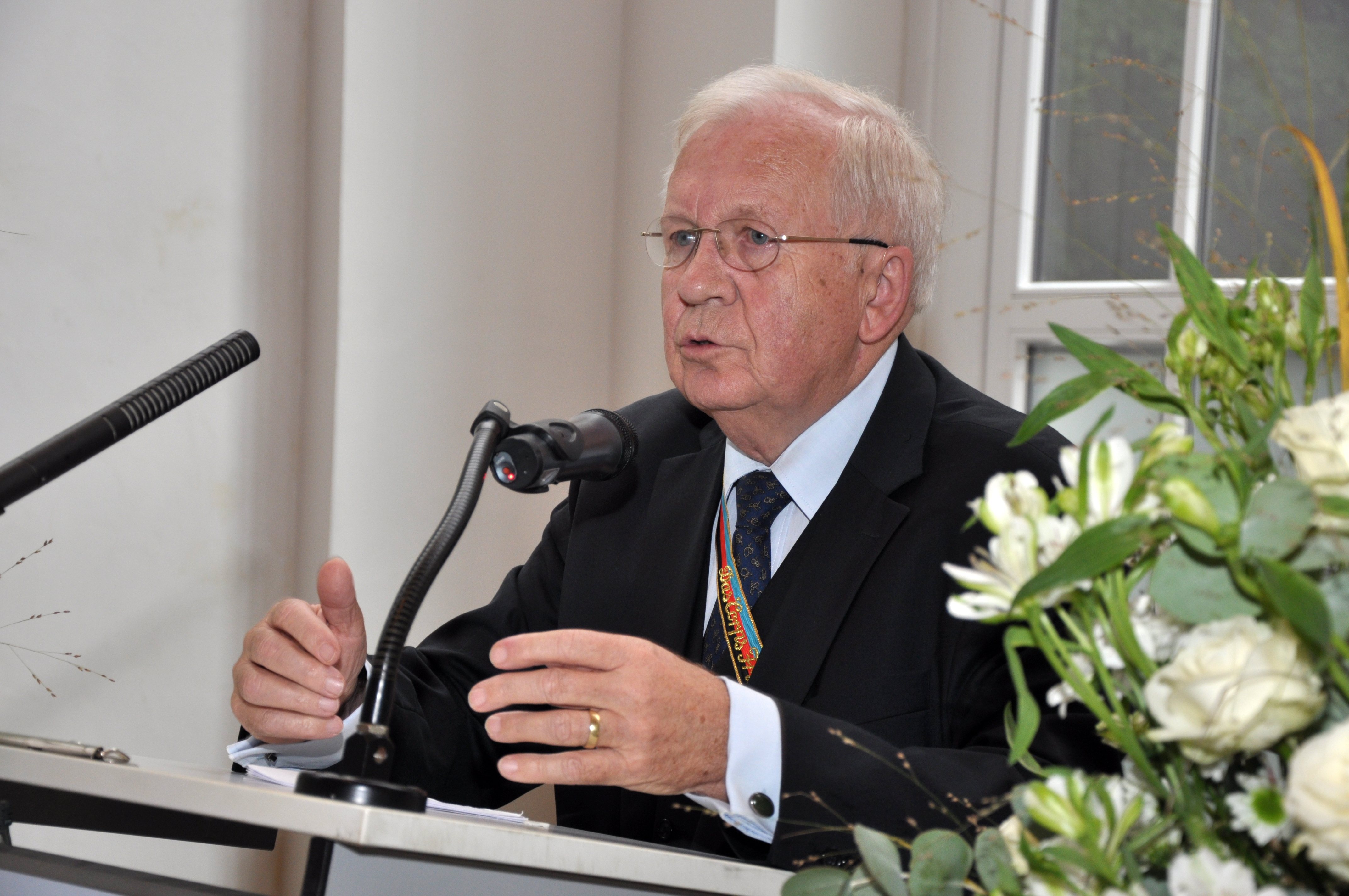
George Turner (2015)

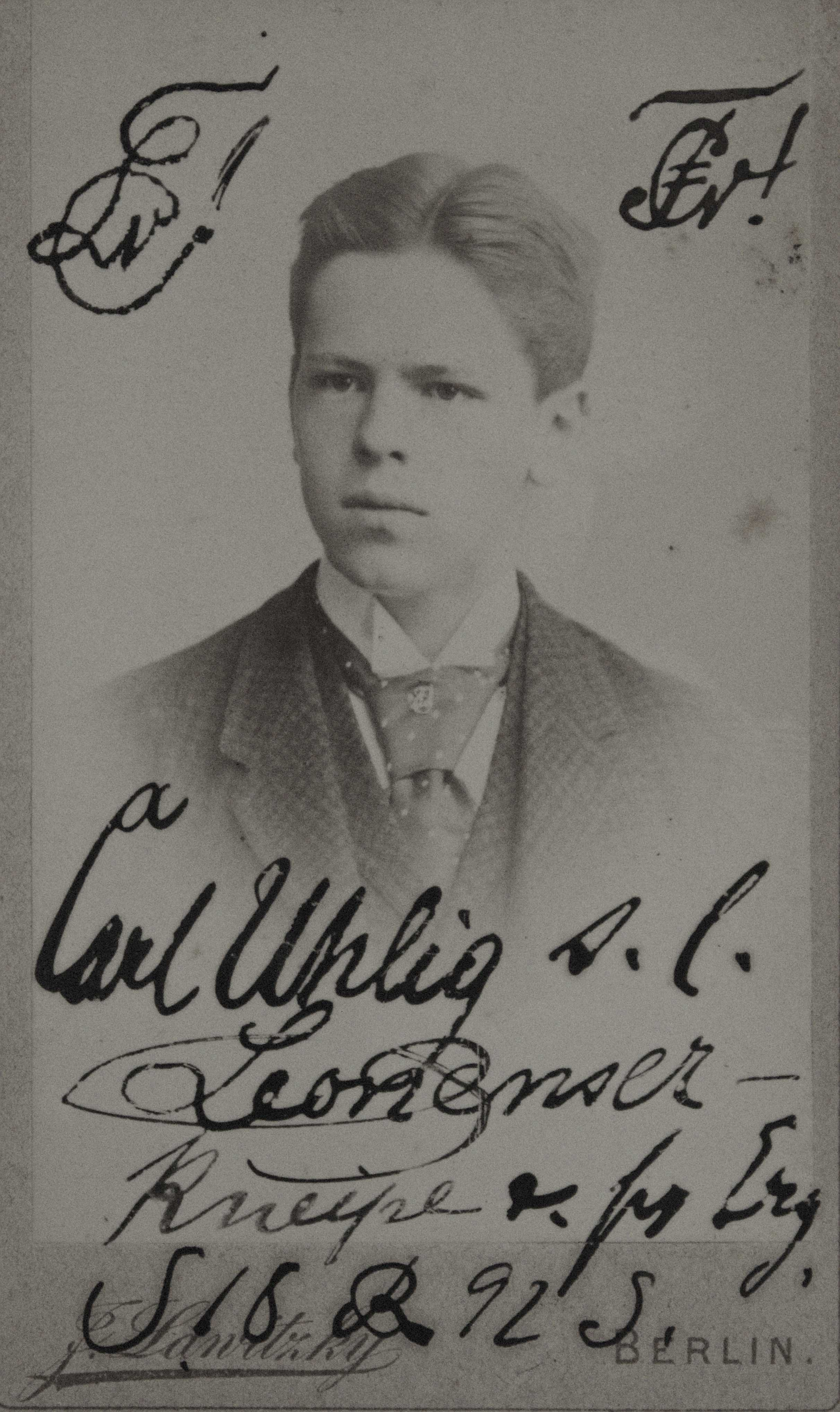
Carl Uhlig als Mitglied der Verbindung Leonensia und des Corps Frisia (um 1892)

- Otto Aichel (1871–1935), Embryologe, Anatom und Anthropologe

- Adolf Bargmann (1835–1893), Obergerichtsanwalt, Mitglied des Oldenburgischen Landtags
- Carl Christian Rudolph Lantzius-Beninga (1802–1893), Amtsrichter, Mitglied der Zweiten Kammer der Ständeversammlung des Königreichs Hannover
- Johann August Beninga-Kettler (1798–1837), Jurist und Mitglied der Zweiten Kammer der Ständeversammlung des Königreichs Hannover
- Carl Friedrich Wilhelm Benneke (1797–1879), Jurist und Mitglied der Zweiten Kammer der Ständeversammlung des Königreichs Hannover
- Manfred Bernau (1926–2009), Wirtschaftsprüfer, Manager und Unternehmer
- Adolf Bethe (1837–1886), Amtsgerichtsrat, MdHdA
- Adolf Christian Gerhard Bojunga (1815–1868), Schulmann, Mitglied der Zweiten Kammer der Ständeversammlung des Königreichs Hannover
- Dietrich Christian von Buttel (1801–1878), Mitglied der Frankfurter Nationalversammlung, 1849/50 Oldenburgischer Ministerpräsident, Oberlandesgerichtspräsident in Oldenburg
- Gert Carstensen (1922–2008), Chirurg und Hochschullehrer
- Der Mathematiker Enne Heeren Dirksen wurde 1817 Mitglied der Frisia.
- Wilhelm Ebel (1908–1980), Rechtshistoriker, Lehrstuhlinhaber in Göttingen, 1958 ehrenhalber in die Frisia aufgenommen.
- Heinrich Georg Ehrentraut (1798–1866), Hofrat, Privatgelehrter, Mitglied des Oldenburgischen Landtags
- Otto Franke (1863–1946), Sinologe
- Walter Franke (1926–2015), Jurist, Bremer Senator und Bürgermeister (SPD)
- Friedhelm Gieske (1928–2021), Jurist, Industriemanager, Vorstandsvorsitzender von RWE (1989–1994)
- Der in Husum geborene Theologe und Publizist Ludwig Grote (1825–1887), der sich nach 1866 für die Wiedererrichtung der hannoverschen Monarchie einsetzte und aus diesem Grund den Beinamen „Welfenpastor“ erhielt. Seine politische Arbeit brachte ihm mehrjährige Haftstrafen – so etwa im Jahr 1875 wegen Beleidigung des Reichskanzlers Otto von Bismarck – und schließlich die Flucht ins Exil ein.
- Der aus Ostfriesland stammende Philosoph Rudolf Eucken (1846–1926), wurde zu Beginn seines Studiums 1863 Mitglied der damaligen freien Verbindung „Frisia“, verließ diese ein Jahr später aber.[15] 1875 wurde ihm allerdings die Ehrenmitgliedschaft der Frisia verliehen.[16] Eucken erhielt 1908 den Nobelpreis für Literatur. Nach seinem Studium in Göttingen und erfolgreicher Promotion wurde er 1871 als Nachfolger seines ehemaligen Göttinger Lehrers Teichmüller und in Konkurrenz mit Friedrich Nietzsche an die Universität Basel berufen. Die Verleihung des Nobelpreises an Eucken war die zweite Verleihung des Preises für Literatur an einen Nicht-Poeten, nach derjenigen an den Historiker Theodor Mommsen im Jahre 1902.
- Friedrich Theodor von Frerichs (1819–1885), Begründer der experimentellen klinischen Medizin
- Wilhelm von Freeden (1822–1894), Mathematiker, Naturwissenschaftler und Ozeanograph, Gründer der Norddeutschen Seewarte
- August Gerhard Ferdinand Gropp (1805–1887), Bürgermeister von Aurich, Mitglied der Zweiten Kammer der Hannoverschen Ständeversammlung
- Carl Groß (1800–1873), Amtsassessor in Leer, Mitglied der Frankfurter Nationalversammlung
- Otto Freiherr von Grote (1835–1891), Rittergutsbesitzer, MdHdA, MdR
- Rudolf Hagemann (1837–1906), Präsident des evangelisch-lutherischen Konsistoriums in Hannover
- Karl Julius Hartmann (1893–1965), Mediziner, Direktor der Niedersächsischen Staats- und Universitätsbibliothek
- Wilhelm Heinroth (1842–1925), preußischer Kronsyndikus, Kammergerichtspräsident, Mitglied des Preußischen Herrenhauses. Sein Porträt in der Galerie der Präsidenten des Kammergerichts malte Max Liebermann.
- Adolf Wilhelm Hillingh (1807–1878), Amtmann, Bürgermeister von Leer, MdHdA
- Johann Conrad Hillingh (1805–1862), Mitglied der Ersten und Zweiten Kammer der Ständeversammlung des Königreichs Hannover
- Edgar Jannott (* 1934), Jurist, Vorstandsvorsitzender der Victoria Versicherungs AG und der ERGO Versicherungsgruppe AG
- Gottlieb Heinrich Kirchhoff (1801–1870), Jurist, Mitglied der Ersten Kammer der Ständeversammlung des Königreichs Hannover
- Ernst von Koken (1860–1912), Paläontologe und Rektor der Universität Tübingen
- August Christian Ferdinand Krell (1802–1856), Finanzminister des Großherzogtums Oldenburg
- Hans-Jürgen Langholz (1935–2024), Agrarwissenschaftler und Hochschullehrer
- Georg Lüdeling (1863–1960), Meteorologe
- Theodor Machens (1861–1932), von 1900 bis 1918 Bürgermeister von Gelsenkirchen
- August Metzger (1832–1917), Forstzoologe
- Friedrich Wilhelm Möhring (1797–1875), Landvogt in Delmenhorst, Oberappellationsrat, Mitglied des Oldenburgischen Landtags
- Hugo Mosler (1875–1956), Professor der Fernmelde- und Funktechnik der TH Braunschweig, Brauereidirektor
- Dietrich Mülder (1861–1947), Altphilologe
- Hermann Neddenriep (1904–1988), Mitglied des Niedersächsischen Landtages (DP/CDU)
- Hermann Christian Neupert (1801–1857), Landrat, Mitglied der Ersten und Zweiten Kammer der Hannoverschen Ständeversammlung
- Johann Georg Neupert (1828–1895), Amtshauptmann und Landrat
- Heinrich Niehaus (1898–1977), Volkswirtschaftler
- Axel Nordemann (* 1963), Rechtsanwalt, Hochschullehrer
- Jan Bernd Nordemann (* 1965), Rechtsanwalt, Hochschullehrer
- Wilhelm Nordemann (1934–2024), Rechtsanwalt, Notar, Hochschullehrer
- Gerhard Oncken (1836–1898), Gutsbesitzer, Bürgermeister von Wittmund, MdHdA
- Wilhelm Pfeffer (1845–1920), Botaniker und Pflanzenphysiologe
- Wilhelm Plagge (1794–1845), Professor für Pharmakologie
- Hermann Rahe (1913–1998), Jurist, Leitender Ministerialrat, Direktor der Deutschen Richterakademie in Trier
- Ernst Ramdohr (1839–1922), Gymnasiallehrer, MdHdA
- Hans Reichenbach (1864–1937), Hygieniker, Rektor der Universität Göttingen
- Willem Sax (1797–1852), Jurist und Politiker, Mitglied der Zweiten Kammer der Hannoverschen Ständeversammlung
- Otto Scheib (1893–1965), Architekt und Stadtplaner
- Rudolph Schepler (1813–1889), Jurist, MdR
- Curt Schlüter (1881–1944), Naturwissenschaftler und Unternehmer
- Bernhard Schweineberg (1828–1902), Oberbürgermeister von Mühlhausen/Thüringen, MdHH
- Ferdinand Siegert (1865–1946), Kinderarzt
- Herbert Siegmund (1892–1954), Pathologe
- Paul Sommer (1860–1934), Abgeordneter des Landtags Schwarzburg-Rudolstadt
- Heinrich Sprenger (1803–1878), Landtagsabgeordneter Oldenburg
- Ludwig Starklof (1789–1850), Schriftsteller, erster Intendant des Oldenburgischen Staatstheaters
- Edmund von Steiger (1836–1908), Schweizer Pfarrer und Politiker
- Ernst Stendel (1879–1951), Jurist, Mitglied des Preußischen Landtags (DVP)
- Christian Wilhelm Heinrich Stürenburg (1798–1866), Mitglied der Hannoverschen Ständeversammlung
- Cirk Heinrich Stürenburg (1798–1858), Herausgeber des Ostfriesischen Wörterbuches
- Johann Hillern Taaks (1821–1886), Norder Bürgermeister, Mitglied der Zweiten Kammer der Ständeversammlung des Königreichs Hannover, Mitglied des Provinziallandtages von Hannover
- Johann Gerhard Telting (1786–1845), Deputierter der Zweiten Kammer der Hannoverschen Ständeversammlung
- George Turner (* 1935), Präsident der Westdeutschen Rektorenkonferenz, Senator für Wissenschaft und Forschung des Landes Berlin
- Carl Uhlig (1872–1938), Meteorologe und Geograph. Ebenfalls Mitglied bei der Heidelberger Studentenverbindung Leonensia
- Albert Wilhelm von Vangerow (1805–1880), Mitglied der Zweiten Kammer der Ständeversammlung des Königreichs Hannover
- Karl August Wietfeldt (1891–1964), Bürgermeister von Peine, Oberbürgermeister von Iserlohn und Witten (NSDAP)
- Wilhelm Zangemeister (1871–1930), Gynäkologe
- Jürgen Zeddies (* 1942), Agrarökonom und Hochschullehrer